# Pyronia albuferensis
Pyronia albuferensis är en fjärilsart som beskrevs av Napoleon Manuel Kheil 1916. Pyronia albuferensis ingår i släktet Pyronia och familjen praktfjärilar. Inga underarter finns listade.